# مارتین کارپن
کارلوس مارتین کارپن (به اسپانیایی: Carlos Martín Karpan) بازیگر آرژانتینی که در ۳ ژوئن ۱۹۷۴ در آرژانتین زاده شد. او یکی از خوش قیافه‌ترین و خوشتیپ‌ترین بازیگر آمریکای جنوبی است. او بازیگر آرژانتینی معروف است که در سریال سفری دیگر که در ایران مشهور شده‌ بود بازی کرد و با بازی در این سریال طرفداران بسیاری پیدا کرد.

## زندگی هنری
مارتین بازیگری را از دوران مدرسه آغاز کرد. او انگیزه ای برای تحصیل نداشت بنابراین از ادامه تحصیل منصرف شد و تصمیم به خروج از کشور گرفت. در سال ۱۹۹۶ و در سن ۲۲ سالگی با بازی در فیلم Flores amarillas en la ventana کار خود را در تلویزیون آغاز کرد. مارتین بین سال‌های ۱۹۹۷ تا ۲۰۰۲ بارها در تلویزیون ظاهر شد. او در سال ۲۰۰۳ با بازی خیره کننده خود در فیلم El auténtico Rodrigo Leal, نظر همگان را بخود جلب نمود. مارتین در این فیلم که در کانال Caracol TV کلمبیا ساخته شد در نقش Rodrigo Leal که یک هم جنس گرا بود، ظاهر شد. احتمالاً بازی زیبای مارتین را در نقش "آندرس کرونا" در سریال El cuerpo del deseo که از کانال ماهواره ای فارسی 1 و با نام “سفری دیگر” پخش می شد، دیده اید.

## زندگی شخصی
او یک پسر به نام لوسیانو دارد که در سال ۸ جولای ۲۰۰۸ زاده شد. همسر او زاریک لیئون نام دارد که در سال ۲۰۰۴ عاشق هم می‌شوند.